# SEKISUIチャレンジャーズ
SEKISUIチャレンジャーズ（セキスイチャレンジャーズ、SEKISUI Challengers）は、日本の兵庫県尼崎市に本拠地を置くアメリカンフットボールのクラブチーム。Xリーグ1部のX1 Superに所属。
メインスポンサーは2024年シーズンより、大阪市北区に本社を置く大手樹脂加工メーカーの積水化学工業。

## 歴史

### 創成期
1978年に桃山学院大学OBによって結成されたシルバータイガースというクラブチームに始まる。チーム名の由来は、桃山学院大学の「ヘルメットが当時銀色だったこと」と、結成時の「部員の多くが阪神タイガースファンであったこと」に由来する。1989年にはミキハウスとスポンサー契約を結び、ミキハウスレッドベアーズに名称変更。1993年には、スポンサーがアサヒビール飲料（現：アサヒ飲料）に代わりアサヒビール飲料ワイルドジョーに再び名称変更する。「ジョー」はこの当時売られていた缶コーヒーのブランド名に由来する。またこの頃から、支援体制の強化によってコーチングスタッフ、入団選手に有力な人材が集まるようになる。

### 強豪への道
アサヒビール飲料がスポンサーとなった1993年以降、着実に進められてきたチーム強化策が結実するのが、日本社会人リーグがXリーグに名称変更して2年目の1998年シーズンである。京大出身の藤田智ヘッドコーチ（現：京都大学ギャングスターズヘッドコーチ）の指揮の下、この年、Xリーグの挑戦者として挑むべく、アサヒ飲料チャレンジャーズに名称変更して参加した秋季リーグ戦の初戦で松下電工インパルス（現：パナソニック インパルス）を完封で下すという、誰もが予期し得なかったサプライズを見せ、その後も立て続けにマイカルベアーズ（現：クラブベアーズ）、サンスターファイニーズ（現：エレコム神戸ファイニーズ）と連勝を続け、前年度5位から一気にXリーグ西地区初優勝を遂げ、FINAL6へも初進出。それまで4位以下が通例で、2部降格も幾度も経験しているチームがリーグ戦全勝優勝を遂げた成果は大きな話題を呼んだ。翌1999年も西地区を全勝で連覇、それまで松下電工に次ぐ2番手の位置を争っていたサンスター、マイカルの両チームが、それぞれの事情により2000年シーズン以降次第に凋落していくのと入れ替わるように、一躍西地区の首位を争う存在となり、松下電工と並び関西のみならずXリーグの強豪の一角を占めるチームとして広く認知されるようになる。

### 悲願の日本一
2000年、春季トーナメントであるグリーンボウルを初制覇したチャレンジャーズだったが、Xリーグ西地区優勝を松下電工に明け渡し、リーグ2位となる。しかし、FINAL6ではアサヒビール、リクルートを連破し、初出場の社会人選手権でもリーグ戦で敗れた松下電工を下し、Xリーグ初制覇、その勢いのまま、ライスボウルでも法政大学を大差で下し、初の日本一を果たす。2001年も松下電工との再戦となった社会人選手権で連覇を達成するが、ライスボウルでは、後に一時期チャレンジャーズでもプレーするLB石田力哉が主将を務める関西学院大学に敗れ、ライスボウル連覇は逃す。

### 2001年から2010年までの状況
2001年の社会人日本一以降、チャレンジャーズは優勝から遠のいており、2004年以降はFINAL6でも1回戦敗退が続いている。
2006年度においては2敗を喫してリーグ3位に終わり「チャレンジャーズ」に改名後初めてFINAL6進出を逃している。2007年シーズンは前年敗れた内外電機に苦戦しつつも雪辱したが、松下電工には完封で敗れ、最終戦のSRC神戸に3対0で勝利し、リーグ2位を辛うじて確保したものの、FINAL6の1回戦でオンワードスカイラークスに0対20で完封負けした。
2008年シーズンより前年までアサヒビールシルバースターに所属した関西学院大学ファイターズ出身のQB有馬隼人が移籍し話題となる。2008年シーズンはQB有馬隼人の移籍やLB河口正史がSFへ、WR高橋睦巳がLBへ、OLの平本晴久がTEへ、TEの河合寛行がDLへコンバートし話題を呼んだ（平本は過去にOLでオールXに選出されたことがあるが、この年はTEでもオールXに選出された）。これらの選手や明治安田パイレーツから移籍したRB林孝治の活躍、08年主将を務めたOL矢部寛之のキャプテンシーで9年振りにパナソニック電工に勝利した。
続くFINAL6では鹿島ディアーズに7-24で敗れ、シーズン終了する。ちなみに08年社会人日本一はJAPAN X BOWLで鹿島に勝ったパナソニック電工となった。尚、SFにコンバートした河口正史はこの年で現役を引退。LBの高橋睦巳はオービックシーガルズへ移籍した。
2009年シーズンは昨年の矢部からDL和久憲三に主将が変わり、日本一を目指したが、GREEN BOWL決勝でパナソニック電工に14-69と大敗を喫し、秋のリーグでもパナソニック電工に14-32と敗退した。その後、この年から新たに導入された2ndステージでは関東の日本ユニシスと富士通とのブロックになり、日本ユニシスには前半同点で終わるものの後半に力の差を見せつけ55-13で勝利したが、富士通には21-43で大敗し、シーズンを終了。
2010年はOL延原潤が主将に就任。QB有馬が春季シーズン終了後にカットとなり、アサヒビールシルバースターへ移籍となった。秋のリーグではパナソニック電工との試合では0-14から追い上げを見せ、一時は逆転するが、終了間際に同点に追いつかれ、延長戦になるまでもつれた。最後はチャレンジャーズのFGが外れた為、20-23で2年連続でパナソニック電工に敗退。2ndステージでは明治安田パイレーツに終了間際に逆転し、29-24で勝利。続く鹿島ディアーズでは2年前のリベンジと意気込んでいたが、23-38で敗退。この試合の後、2ndステージ準決勝への進出をチャレンジャーズ、富士通、IBMが同じ成績だった為、抽選で行ったが、IBMに決まった為、この試合で2010年を終了した。

### 2011年以降
2011年以降も、1stステージでは優勝こそないものの常に2位または3位を確保し、毎年Super9に進出している。ただしファイナルステージ進出は果たせていない。

### X1 Super昇格へ
2019年、この年から大会方式の変更により、Xリーグ1部のX1がX1 SuperとX1 Areaに分けられ、チャレンジャーズはX1AREA所属となった。チャレンジャーズはレギュラーシーズンを全勝するも、Ｘ1AREA優勝決定戦にて敗戦。昇格はなくＸ1AREAに残留。
2020年、新型コロナウイルス感染症の感染拡大のために短縮日程に変更、X1 Areaは交流戦トーナメントとして開催された。入れ替えは行われなかった。
2021年、この年から大会方式が変更され、X1SUPERが8チームから12チームに拡大された。チャレンジャーズを含めたX1AREAの上位4チーム(アサヒビール、福岡サンズ、ディアーズがＸ1SUPERに昇格、制度の変更ではあるが、X1 Superへの昇格を果たした。
2022年、6/12の第7回尼崎ボウル・福岡サンズ戦で、「見たくないか？ホンモノを。本場のアメフトを尼崎で」を合言葉に、クラウドファンディングで155万円、協賛を含め約400万円を集め、約2500人の観客を動員した。

### SEKISUIチャレンジャーズとして
2024年1月、積水化学工業と新たにメインスポンサー契約を結び、SEKISUIチャレンジャーズとチーム名を改めることを発表した。また、それに併せてロゴも一新された。

## ライバル関係

### パナソニック インパルス
近年関西の2強を形成しているといえるのがパナソニック インパルスとチャレンジャーズである。関西では俗に「春は飲料が強く、秋は電工が強い」ともいわれている。事実、1997年から2015年の西地区の秋季リーグ戦では、1998年、1999年、2008年、2014年を除き、全て松下・パナソニックの優勝を許している。このうち1998年、1999年、2008年はチャレンジャーズ自身が優勝したもので、特に2008年は1999年以来となる優勝を果たし、パナソニック電工の8連覇を阻止した。

## 文化

### チアリーダー
チームのチアリーディングチームとして、『CHALLENGERS CHEERLEADER』(通称:チャレチア)が活動している。

## タイトル

### 社会人リーグ
通算　優勝：2回　準優勝：0回
東京スーパーボウル(1987年～2002年)
- 優勝：2回（2000-2001）
- 準優勝：なし

ジャパンXボウル(2003年～2020年)
- 出場なし

ライスボウル(2021年～)
- 出場なし

()内はシーズン年度

### 社会人VS学生大会
ライスボウル(～2021年)
- 優勝：1回（2001年）
- 準優勝：1回（2002年）

()内はライスボウル開催年

## 成績

### 秋季リーグ戦成績
|  |  |  | 優勝 |  | 準優勝 |  | 昇格 |  | 降格 |

#### 2008年まで（2ステージ制）
| 年度 | 所属      | 勝 | 敗 | 順位 | ポストシーズン（ファイナル6以降）       |
| ---- | --------- | -- | -- | ---- | --------------------------------------- |
| 2004 | Xウエスト | 4  | 1  | 2位  | 1回戦敗退（対アサヒビール）             |
| 2005 | Xウエスト | 4  | 1  | 2位  | 1回戦敗退（対アサヒビール）             |
| 2006 | Xウエスト | 3  | 2  | 3位  | —                                       |
| 2007 | Xウエスト | 4  | 1  | 2位  | 1回戦敗退（対オンワードスカイラークス） |
| 2008 | Xウエスト | 5  | 0  | 1位  | 2回戦敗退（対鹿島）                     |

#### 2009年以降（3ステージ制）
| 年度 | 所属      | 1stステージ | 1stステージ | 1stステージ | 2ndステージ    | Finalステージ | 総合順位 |
| 年度 | 所属      | 勝          | 敗          | 順位        | 2ndステージ    | Finalステージ | 総合順位 |
| ---- | --------- | ----------- | ----------- | ----------- | -------------- | ------------- | -------- |
| 2009 | Xウエスト | 4           | 1           | 2位         | Super9：1勝1敗 | -             |          |
| 2010 | Xウエスト | 4           | 1           | 2位         | Super9：1勝1敗 | -             |          |
| 2011 | Xウエスト | 4           | 1           | 2位         | Super9：1勝1敗 | -             |          |
| 2012 | Xウエスト | 4           | 1           | 2位         | Super9：2敗    | -             |          |
| 2013 | Xウエスト | 4           | 1           | 2位         | Super9：2敗    | -             |          |
| 2014 | Xウエスト | 3           | 2           | 3位         | Super9：2敗    | -             | 8位      |
| 2015 | Xウエスト | 4           | 1           | 2位         | Super9：2敗    | -             | 8位      |
| 2016 | Xウエスト | 2           | 4           | 3位         | Super9：1勝1敗 | -             | 8位      |
| 2017 | Xウエスト | 2           | 4           | 3位         | Super9：残留   | -             | 9位      |
| 2018 | Xウエスト | 2           | 4           | -位         | -              | -             | -位      |

#### 2019年以降（Super・Area制）
- 2022年-2023年シーズンはX1 SuperがDiv.AとDiv.Bの2ディビジョンに分かれて実施。
- 2024年シーズンからEAST・CENTRAL・WESTに地区分け

| 年度                                | 所属     | 地区 | レギュラーシーズン   | レギュラーシーズン   | レギュラーシーズン   | レギュラーシーズン   | プレーオフ                               |
| 年度                                | 所属     | 地区 | 勝                   | 負                   | 分                   | 順位                 | プレーオフ                               |
| ----------------------------------- | -------- | ---- | -------------------- | -------------------- | -------------------- | -------------------- | ---------------------------------------- |
| 2019                                | X1 Area  |      | 6                    | 0                    | 0                    | 1位                  | X1 Areaファイナル敗北（対アサヒビール）  |
| 2020                                | X1 Area  |      | 短縮日程のため交流戦 | 短縮日程のため交流戦 | 短縮日程のため交流戦 | 短縮日程のため交流戦 | 短縮日程のため交流戦                     |
| ライスボウルへ移行（Xリーグ決勝戦） | X1 Area  |      |                      |                      |                      |                      |                                          |
| 2021                                | X1 Area  |      | 5                    | 1                    | 0                    | 2位                  | X1 Superに自動昇格                       |
| 2022                                | X1 Super |      | 2                    | 3                    | 0                    | B4位                 | クオーターファイナル敗退(対パナソニック) |
| 2023                                | X1 Super |      | 2                    | 3                    | 0                    | A5位                 |                                          |
| 2024                                | X1 Super | W    | 4                    | 2                    | 0                    | 4位                  | セミファイナル敗退（対富士通）           |

## チーム名の変遷
| 期間            | チーム名称                     | メインスポンサー |
| --------------- | ------------------------------ | ---------------- |
| 1971年 - 1988年 | シルバータイガーズ             |                  |
| 1989年 - 1992年 | ミキハウスレッドベアーズ       | ミキハウス       |
| 1993年 - 1997年 | アサヒビール飲料ワイルドジョー | アサヒ飲料       |
| 1998年 - 2023年 | アサヒ飲料チャレンジャーズ     | アサヒ飲料       |
| 2024年 - 現在   | SEKISUIチャレンジャーズ        | 積水化学工業     |